# Отмица премијера
Отмица премијера (хол. De premier) белгијски је трилер из 2016. године у режији Ерика ван Лоја са Коеном де Баувом у главној улози. Ван Лој је са Карлом Јосом написао сценарио за филм.

## Радња
Белгијски премијер на путу је на важан састанак када га киднапује наоружана банда. Сазнаје да су заробљени не само он, већ и његова жена и дјеца. Породицу премијера и њега ослободиће само ако касније тог дана он убије америчку предсједницу који борави у државној посјети Белгији.
Детаљније: Премијер Белгије Мишел Девресе (Де Баув) добија задатак да изврши атентат на предсједницу Сједињених Америчких Држава (Ревес) под пријетњом смрћу његовој супрузи и њихово двоје дјеце, који су киднаповани и држе их као таоце. Упркос труду премијера и Еве (Вандермерс), његове портпаролке, да упозоре службу за националну безбједност, сви ти покушаји су пропали због дослуха терориста са појединим службама безбједности. На крају, након низа несталих особа и открића, премијер је приморан да се састане насамо са предсједницом Сједињених Америчких Држава, након што му је дато оружје, револвер, које треба да употријеби и директним хицем ликвидира предсједницу. Међутим, он побјегне у скровиште гдје су стационирани терористи и чланови његове породице као таоци. Терористи их све пусте живе, али уз обећање да никоме неће одати ишта о њима. Убрзо након пуштања на слободу, сви терористи су ухапшени по обавјештењу праве предсједнице (у посјети Белгији је, како се испоставило сценом из Овалног уреда, била двојница предсједнице САД) која је уз помоћ премијера открила траг који су терористи оставили и због чега су раскринкани. На крају је цијела породица премијера стављена у програм заштите.

## Улоге
| Глумац                | Улога                                 |
| --------------------- | ------------------------------------- |
| Коен де Баув          | Мишел Девресе, премијер               |
| Тине Рајмер           | Кристина Девресе, премијерова супруга |
| Шарлоте Вандермерс    | Ева, премијерова портпаролка          |
| Дирк Рофтофт          | шеф терориста                         |
| Стијн ван Опстал      | замјенски возач премијера, терориста  |
| Саскија Ревес         | предсједница САД                      |
| Вим Виларт            | Лук, премијеров возач                 |
| Адам Годли            | шеф обезбјеђења                       |
| Вили Томас            | Паул                                  |
| Кателијне Дамен       | докторка                              |
| Јерун ван дер Вен     | асистент                              |
| Исабеле ван Хеке      | члан опозиције                        |
| Нејтан Вили           | агент тајне службе                    |
| Марсел Хенсема        | европски комесар                      |
| Хејн ван дер Хејден   | европски комесар                      |
| Марк Јакс             | европски комесар                      |
| Патрисија Берти       | европска комесарка                    |
| Сара Енгелберт        | Лаура                                 |
| Акира Рејндерс        | Сандер                                |
| Лук Деволф            | техничар                              |
| Николас де Пројсенаре | чувар                                 |

## Продукција и премијере
Филм је најављен 2014. године. Уз најаву, обзнањено је и да ће главну улогу играти Коен де Баув. Ивес Летерме, бивши премијер Белгије, помогао је при изради сценарија филма као консултант.
Снимање је почело 21. марта 2016. и трајало је до почетка јуна 2016. године. Укупно, филм је сниман 52 дана. Тизер/трејлер објављен је одмах по завршетку снимања. Дана 6. септембра 2016. године објављен је први цјеловити трејлер за филм. 
Филм је премијерно приказан 19. октобра 2016. године у 24 биоскопа Кинеполиса (Антверпен), што је најобимнија премијера икада у Белгији. Филм је објављен у сриједу, 26. октобра 2016. године и послије првог викенда, 100.229 особа дошло је да погледа представу.
До поткрај 2016. године филм је погледало 384.316 посјетилаца биоскопа (према другом извору: 431.019).